# Birgit Linner
Birgit Linner (* vor 1990 in Traunstein) ist eine deutsche Theaterschauspielerin, Improvisationstheaterspielerin, Clownin und Lehrerin für Improvisations- und Clownstechniken.

## Leben
Nach Ausbildungen zur Zahnarzthelferin und zur Maler- und Lackiererin entdeckte sie ihr komisches Talent. Sie absolvierte eine Clownsausbildung an der privaten Schule für Tanz, Clown und Theater (TuT) in Hannover (gegründet von Dieter Bartels, Corinna von Kietzell und Dirk David) und nahm Schauspielunterricht.
Nach Mitarbeit im Münchner Fastfood Theater von 1998 bis 2002 gründete sie 2002 gemeinsam mit Roland Trescher ihre eigene Improvisationstheatergruppe „isar148“ in München. Die beiden treten auch als Impro-Comedy-Duo unter dem Namen „linner & trescher“ auf. Regelmäßige Shows der Gruppe isar148 finden im Schwabinger theater ... und so fort, in Augsburg und Murnau statt.
Linner tritt regelmäßig im Augsburger Sensemble Theater auf, sowohl als Theaterschauspielerin als auch mit Improvisationstheater. Seit Anfang 2008 hat sie dort mit wechselnden Gästen eine eigene Show: die „Birgit Linner Show“.
Seit den frühen 2000er Jahren arbeitet Linner als Lehrerin für Improvisations- und Clownstechniken.

## Auszeichnungen
- 2008: Giesinger Kulturpreis mit isar148
- 2010: Münchner Föhn („Beste Spielerin“; und mit isar148 in den Kategorien „Beste Umsetzung“ und „Beste Unterhaltung“ sowie Publikumspreis)

## Theatrografie (Auswahl)
- 2002: Der Messias (von Patrick Barlow, mit Jörg Schur und Birgit Linner)
- 2005: Goldrausch. Simpl Parker entdeckt das Geld (von Birgit Linner und Sebastian Seidel, Monodrama mit Birgit Linner)
- 2006: Hamlet for you (von Sebastian Seidel, mit Jörg Schur und Birgit Linner)
- 2010: Heldenspektakel (von Sebastian Seidel, mit Jörg Schur und Birgit Linner)
- 2010: Quiz-Show (von Sebastian Seidel, mit Birgit Linner und Florian Fisch)
- 2012: Vater Mutter Geisterbahn (von Martin Heckmanns, mit Florian Fisch, Daniela Nering und Birgit Linner)
- 2013: Das Produkt (von Mark Ravenhill, mit Birgit Linner und Jörg Schur)
- 2013: Das Ding (von Philipp Löhle, mit Kerstin Becke, Florian Fisch, Birgit Linner und Jörg Schur)
- 2013: Wolf sein (von Bettina Wegenast, mit Kerstin Becke, Birgit Linner und Daniela Nering)
- 2014: Love Peace and Happiness (von Sebastian Seidel, mit Daniela Nering und Birgit Linner)